# 倪炯聲
倪炯聲（1906年1月21日—1982年3月29日）貴州省贵阳人，中华民国政治人物。

## 生平
倪炯聲生於民國前六年（光绪32年，1906年）农历正月二十七日。
1947年3月1日，倪炯聲出任国民政府立法院第四届立法委员。后任立法院秘书处处长。1949年出任行政院副秘书长。后来，出任立法院秘書長。
民国七十一年（1982年）3月29日，倪炯聲在臺北病逝。